# Пространство Тейхмюллера
Пространства Тейхмюллера (или Тайхмюллера) — пространство комплексных структур на вещественной поверхности с точностью до изотопии тождественному отображению. 
Точку в пространстве Тейхмюллера можно определить как класс отмеченных Римановых поверхностей, с отмеченным классом изотопии гомеоморфизмов из поверхности в себя.

## История
Базовые топологические свойства пространства Тейхмюллера были изучены Фрике и метрика на нём была построена Освальдом Тейхмюллером.

## Свойства
- Пространство Тейхмюллера является универсальным орби-накрытием пространства модулей римановых метрик на поверхности.

- Пространство Тейхмюллера обладает канонической комплексной структурой.
  - Его комплексная размерность зависит от поверхности {\displaystyle X}. Если {\displaystyle X} компактная поверхность рода {\displaystyle g}, то размерность её пространства Тейхмюллера равна {\displaystyle 3{\cdot }g-3}